# تپه هلوبن دره شوک
تپه هلوبن دره شوک در شهرستان املش، بخش رانکوه، روستای هلوبن دره شوک واقع شده و این اثر در تاریخ ۲ بهمن ۱۳۸۲ با شمارهٔ ثبت ۱۰۷۲۷ به‌عنوان یکی از آثار ملی ایران به ثبت رسیده است.